# ノースロップ・グラマン・ガーディアン

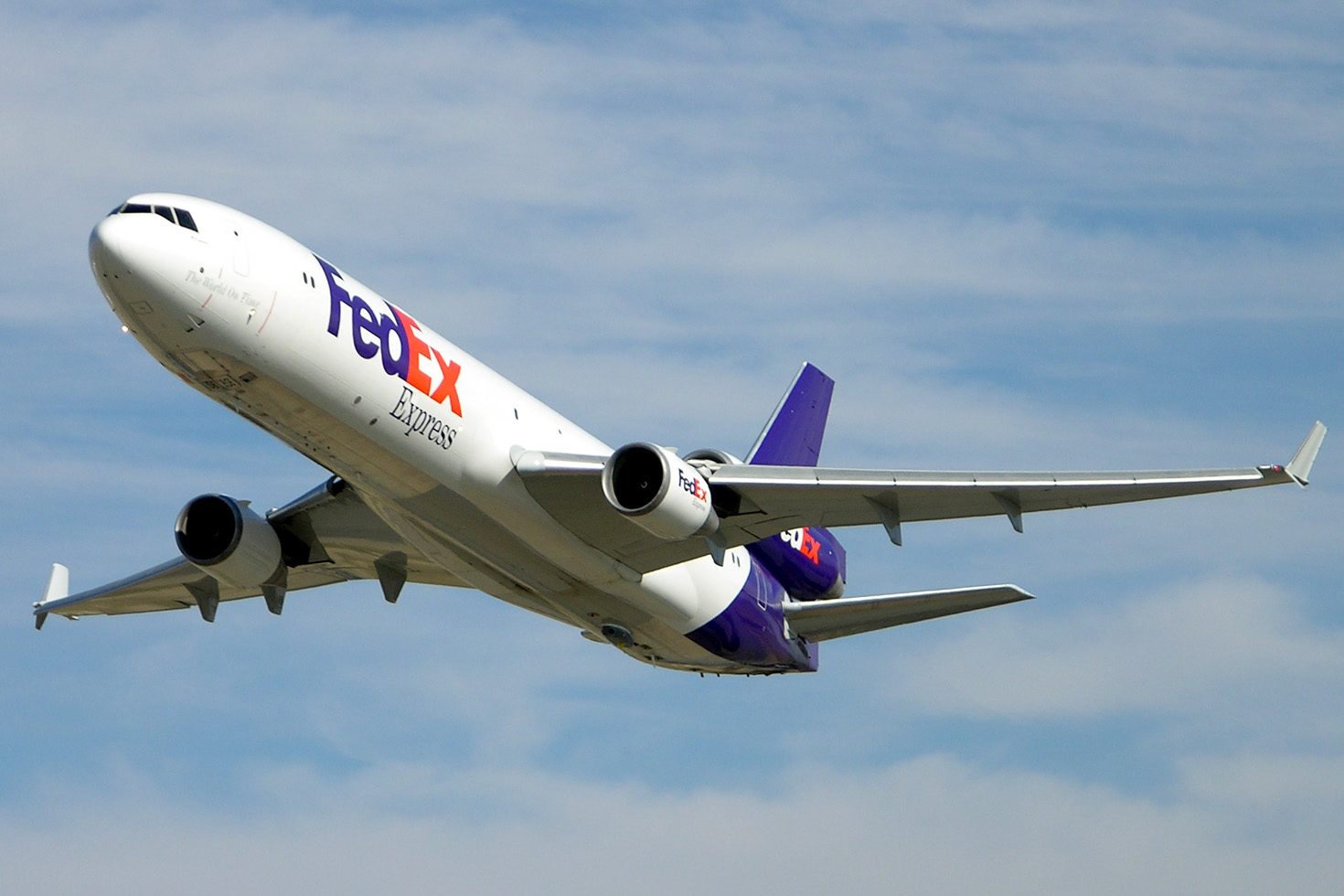
フェデックスのマクドネル・ダグラス MD-11胴体下部に取り付けられたガーディアン

ノースロップ・グラマン・ガーディアン（英語：Northrop Grumman Guardian）は、指向性赤外線妨害装置（DIRCM）技術を利用した、民間航空機を携帯式防空ミサイル（MANPADS）から保護するために特別に設計された受動的（パッシブ）ミサイル防衛システムでありブランド名。システムの総称として大型航空機赤外線対抗システム（Large Aircraft Infrared Counter-Measure system, LAIRCM）とも呼ばれる。
ウォール・ストリート・ジャーナルの報道によれば「2007年と2008年に意図的にコストを膨らませ、架空請求を行い、進捗状況に付いて虚偽の報告を行い、アメリカ国土安全保障省からの試験データを隠蔽した」と内部告発が行われており、詐欺を巡り内部告発者とノースロップ・グラマン社間で訴訟に発展したことで、2008年に政府との契約は解消され、このプロジェクトへの資金提供も打ち切られている。この他にもB-2ステルス爆撃機開発でも内部告発者による不正請求問題で訴訟に発展しており、6,200万ドルでの和解が成立している。

## 開発の経緯
MANPADSの大規模な普及により、武器の闇市場での取引が活発に行われるようになったことで、非政府組織などが5,000ドル程度で購入できるまでに価格は下落している。この背景から1994年に発生したルワンダ大統領専用機撃墜事件、2002年ケニアで発生した2002年アルキア航空機攻撃事件、2003年のDHL貨物便撃墜事件、2007年に発生したモガディシュで人道支援物資と機械輸送を行っていたトランサヴィアエクスポート航空墜落事故などMANPADSを使用した攻撃が著しく増加している。アメリカ国務省の報告によれば、1970年以降、40機以上の民間航空機がMANPADSによって攻撃され、400人以上の乗員乗客が死亡しており、この内6件は旅客機に対するものであった。
2003年、バーバラ・ボクサー上院議員とスティーブ・イスラエル下院議員による法案、民間航空機ミサイル防衛法案「H.R. 580/S. 311 The Commercial Airline Missile Defense Act」が両院を通過し立法化している。この法は国土安全保障省（DHS）によるミサイル防衛システムに関する有益な研究開発プログラムへの支援と資金提供を承認するものである。
この法によりDHSは2004年1月に「counter-MANDPADS」または「C-MANPADS」プログラムを立ち上げ、複数の軍需企業に対し、既存の軍事技術を商用利用できる製品に適合させることを命じている。

## 製品概要

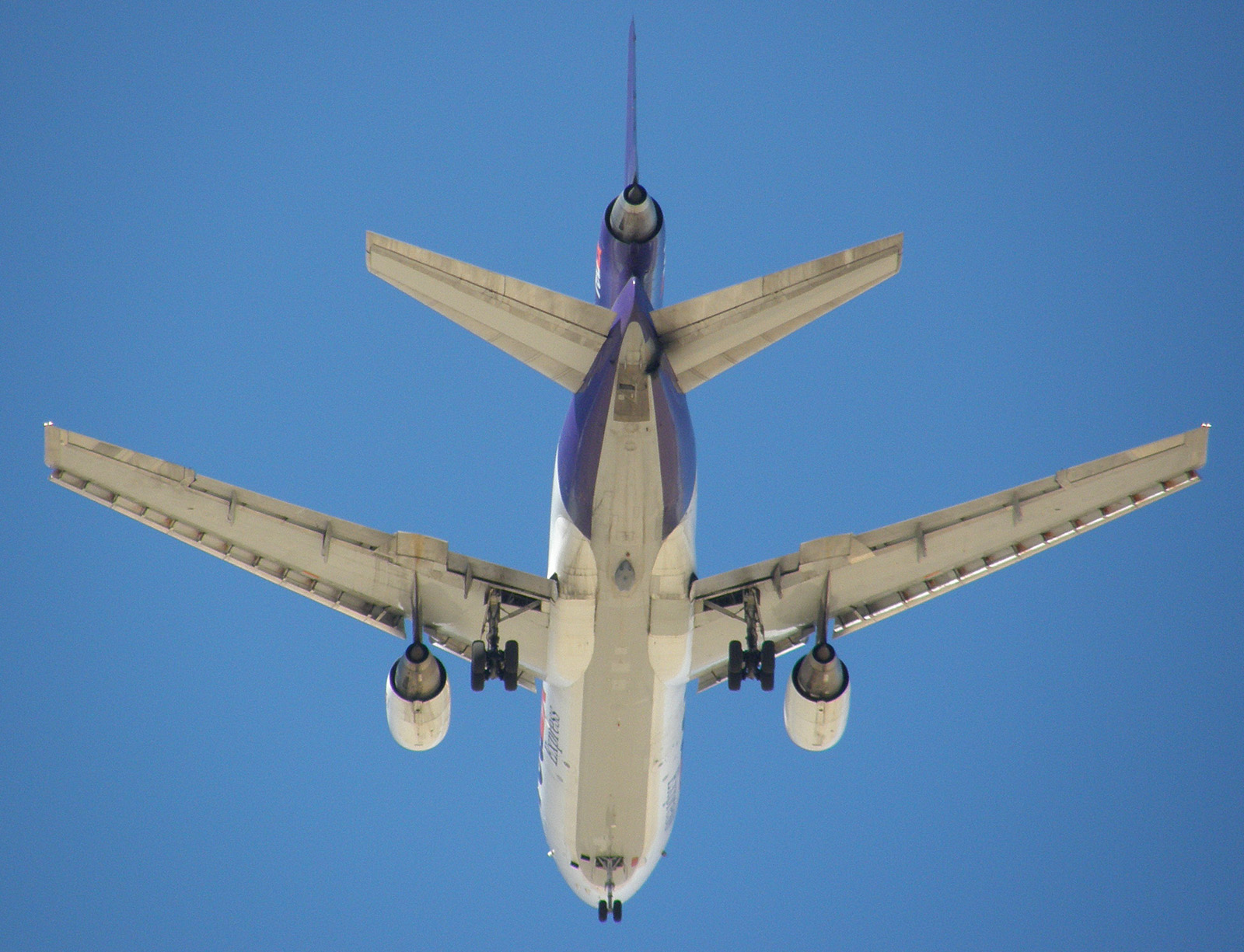
胴体下メインギアの間に見えるガーディアン。モハーヴェでテスト中のフェデックス、マクドネル・ダグラス MD-11

ガーディアンシステムは、AAQ-24 ネメシスを利用した既存の軍事用赤外線対策を取り入れており、ボーイング747、マクドネル・ダグラス DC-10/MD-10およびマクドネル・ダグラス MD-11向けの民間航空機用パッケージとしてFAAに認証されている。
ガーディアンは乗務員からの入力無しに自立し自動的に作動するよう設計されている。センサーの配列によって接近するミサイルを検出し、この信号を赤外線追跡カメラに送信する。システムのコンピューターは入力された信号を分析し脅威が本当であるかの確認を行い、可視可能な赤外線レーザービームを対象に向け照射する。レーザーはミサイルの誘導システムに対し誤った目標認識をさせることでミサイルを航空機から遠ざけることを意図している。また「detect-track-jam」と呼ばれるプロセスは2～3秒間連続で行われる。その後、システムは乗組員と航空交通管制機関にミサイル妨害が成功したことを自動的に通知する。
機器重量は250kg（550lb）高さ460mm（18インチ）の外部式ポッドに完全に収容されており、胴体の下部に取り付けられる。ポッドは取り外し可能で、1時間以内に別の航空機に移設することも可能である。このシステムのコストは1機あたり100万ドルであり、グラマンは継続的なメンテナンスコストも考慮すれば、搭乗券の価格は1ドル程度増えるであろうと試算している。

## 開発
2005年8月、グラマンは3つの主要な設計に関し基準を満たしたことで、DHSフェーズIIへのシステム設計承認を受けている。
また、DHSプログラムのフェーズIIの一環として、2005年8月、フェデックスが所有するMD-11で飛行試験が開始されている。その後、フェデックスがエア・アトランタ・アイスランディックからリースしたB747での飛行試験が行われている。ミサイル発射と追跡をシミュレートする電子機器を使用し、航空機の離陸および着陸をシミュレーションし、このテストで100%の成功結果を収めている。
このシステムの民間バージョンは、DHSの民間航空機をミサイルの脅威から防衛する研究開発プログラムである「プロジェクト・クロエ」（クロエ・オブライエン由来）の下に開発が行われている。
空軍州兵は、KC-135でこのシステムのテストを行っている
。

## 展開
プログラムの第IIIフェーズは、商業飛行でのシステム展開であり、1億900万ドルのコストが計上されている。フェデックスは2006年9月、ガーディアンを装備した民間航空機初の旅客機となり、MD-11の一機に1つにポッドが装備され、評価のため更に8機の航空機に対し装備が行われている。
この成功した結果を考慮し、米国議会は2006年10月、DHSに対し「乗客を乗せた環境でのサービス評価」を含めたプログラムの拡張を指示している。この指示により、通常運行での運用上の影響に関するデータの収集を行うため、12機の民間旅客機に対しシステムが装備されている。